# イソマルツロースシンターゼ
イソマルツロースシンターゼ(Isomaltulose synthase、EC 5.4.99.11)は、以下の化学反応を触媒する酵素である。
スクロース {\displaystyle \rightleftharpoons } イソマルツロース
従って、この酵素の基質はスクロース、生成物はα,α-イソマルツロースである。
この酵素は異性化酵素、特にその他の基を移す分子内転位酵素に分類される。系統名は、スクロース グルコシルムターゼ(sucrose glucosylmutase)である。トレハロースシンターゼ、マルトースグルコシルムターゼ等とも呼ばれる。

## 構造
2007年末時点で、7つの構造が解明されている。蛋白質構造データバンクのコードは、1M53、1ZJA、1ZJB、2PWD、2PWE、2PWF、2PWGである。